# Margaromma nitidum
Margaromma nitidum là một loài nhện trong họ Salticidae.
Loài này thuộc chi Margaromma. Margaromma nitidum được Tord Tamerlan Teodor Thorell miêu tả năm 1899.